# Richard Christopher Carrington
Richard Christopher Carrington (* 26. Mai 1826 in Chelsea; † 27. November 1875 in Redhill, Surrey, England) war ein englischer Astronom. Er trug Bedeutendes zur Sonnenforschung bei.

## Leben
Carrington wurde am 26. Mai 1826 im Londoner Stadtteil Chelsea geboren. Sein Vater war ein erfolgreicher Brauer in Brentford, London. Von 1844 bis 1848 studierte Carrington am Trinity College in Cambridge. Sein Vater wollte, dass Carrington eine Priesterlaufbahn einschlug. Carrington entwickelte aber einen Hang zur Mechanik. James Challis, Direktor des Cambridge Observatoriums, begeisterte ihn für astronomische Studien.

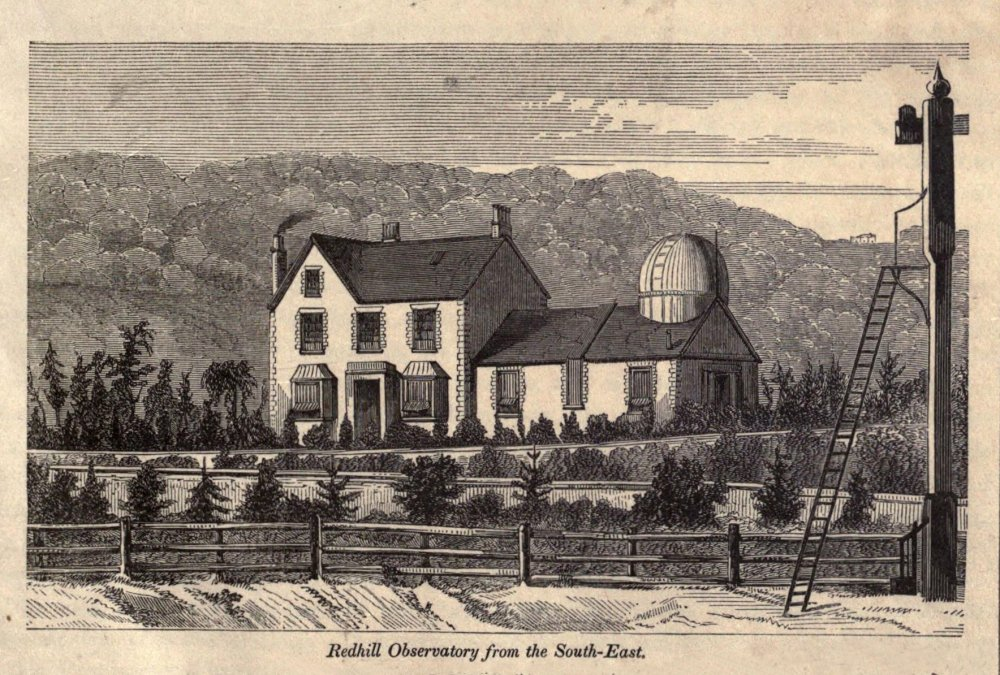
Carringtons Observatorium in Redhill, zwischen 1852 und 1857

Mit Unterstützung von Challis fand Carrington 1849 eine Stelle als Assistent von Temple Chevallier (1794–1873) in Durham, er blieb dort jedoch nur drei Jahre. Die unzulängliche Ausstattung des Observatoriums in Durham veranlasste Carrington, 1852 mit eigenen Mitteln seine Sternwarte in Redhill zu bauen. Dort erforschte er unter anderem ab 1854 Zirkumpolarsterne. Ein von ihm 1857 publizierter Sternkatalog, der Redhill Catalogue, war ein wichtiger zeitgenössischer Beitrag zur Astrometrie, ebenso seine Untersuchungen zu parabelähnlichen Kometenbahnen. Von seinem Observatorium aus widmete er sich dann der Sonnenbeobachtung, seine Arbeiten trugen wesentlich zur Sonnenforschung bei.
Der Tod seines Vaters 1858 warf Carrington zurück. Die ererbte Brauerei ließ ihm nicht genug Zeit, sich um seine Forschung zu kümmern. Hinzu kam der Weggang seines geschätzten Assistenten George Harvey Simmonds, den er nicht ersetzen konnte. Carrington bewarb sich auf mehrere akademische Stellen, aber sowohl von der Oxford University als auch der Cambridge University erhielt er Absagen. Dabei spielte der sehr einflussreiche George Biddell Airy, Hofastronom des englischen Königshauses und Direktor des Greenwich Observatoriums, eine entscheidende Rolle. Airy war verstimmt über die aus seiner Sicht voreilige, ungestüme Art Carringtons und fürchtete um den Ruf seines Observatoriums und den der Royal Astronomical Society, die er angegriffen sah. Airy machte seinen Einfluss geltend, und im Ergebnis fielen die Posten an Robert Main und John Couch Adams, die beide Airy verbunden waren. Aus Zorn darüber, dass ihm die Stelle in Oxford verwehrt blieb, schrieb Carrington Brandbriefe, was ihn einige Sympathien kostete.
Am 17. Juli 1861 verkaufte Carrington sein Observatorium und seine astronomischen Instrumente und zog nach Isleworth im Westen Londons. Er blieb bis 1865 in der Royal Astronomical Society aktiv, in die er schon 1851 aufgenommen worden und deren Ehrensekretär er 1857–1861 gewesen war. Im Jahr 1865 erkrankte Carrington schwer, möglicherweise erlitt er einen Schlaganfall. Er verkaufte die Brentford-Brauerei und zog um 1870 nach Churt nahe Farnham (Surrey), wo er ein neues Observatorium errichten ließ. Doch bedeutende Forschungsbeiträge gelangen ihm nicht mehr.
Im August 1869 hatte Carrington geheiratet, die Ehe war schwierig. Seine Frau überlebte schwer verletzt die Messerattacke eines Geliebten. Im Herbst 1875 starben unter teilweise ungeklärten Umständen kurz nacheinander erst seine Frau, dann Carrington im Alter von 49 Jahren.

## Sonnenforschung
Zur Sonnenforschung angeregt hatte ihn die Entdeckung Samuel Heinrich Schwabes über den Zusammenhang zwischen der Periode der Sonnenflecken und dem Erdmagnetismus. Von 1853 bis 1861 zeichnete Carrington systematisch seine Beobachtungen von Sonnenflecken auf. Im Jahr 1858 teilte Carrington seine Beobachtung mit, dass neue Sonnenflecken zu Beginn eines elfjährigen Fleckenzyklus etwa auf 30° heliografischer Breite auftreten und diese Breite sich im Verlauf einer Periode immer mehr dem solaren Äquator nähert. Dieses Phänomen wurde von Gustav Spörer genauer untersucht und beschrieben und als Spörers Gesetz bekannt.
Beim Sonnensturm von 1859 beobachtete Carrington detailliert die ihn verursachenden Sonneneruptionen. Das gelegentlich nach ihm benannte solare Weißlicht-Ereignis vom 1. September 1859 (sogenanntes „Carrington-Ereignis“) ist jedoch unabhängig auch von Richard Hodgson beobachtet worden.
Carrington entdeckte die differentielle Rotation der Sonne und entwickelte dazu eine Formel in Funktion der heliografischen Breite.
Der Nullmeridian des heliografischen Koordinatensystems heißt nach Carrington der Carrington-Nullmeridian. Er wurde von Carrington am 9. November 1853 eingeführt als der Meridian, der zu dieser Zeit mit dem Zentralmeridian der Sonne übereinstimmte. Mit diesem Tag beginnt auch die Zählung der Sonnenrotationen, der sogenannten Carrington-Rotationen, die eine Dauer von etwa 27 Tagen haben. Am 16. Januar 2019 um 20.54 Uhr MEZ begann die Carrington-Rotation 2213.

## Auszeichnungen
- 1859 wurde er mit der Goldmedaille der Royal Astronomical Society für seinen Redhill Catalogue ausgezeichnet.[2]
- 1860 wurde er zum Fellow der Royal Society gewählt.[2]
- 1864 verlieh ihm die französische Akademie der Wissenschaften den Lalande-Preis für sein Werk Observations of the spots on the sun.[2]
- 1935 wurde ein Mondkrater nach ihm benannt (Krater Carrington).

## Wichtigste Werke
- Redhill Catalogue. London (1857) (archive.org)
- Observations of the spots on the sun. London (1963) (archive.org)